# Phanaeus genieri
Phanaeus genieri är en skalbaggsart som beskrevs av Arnaud 2001. Phanaeus genieri ingår i släktet Phanaeus och familjen bladhorningar. Inga underarter finns listade i Catalogue of Life.